# Kussen

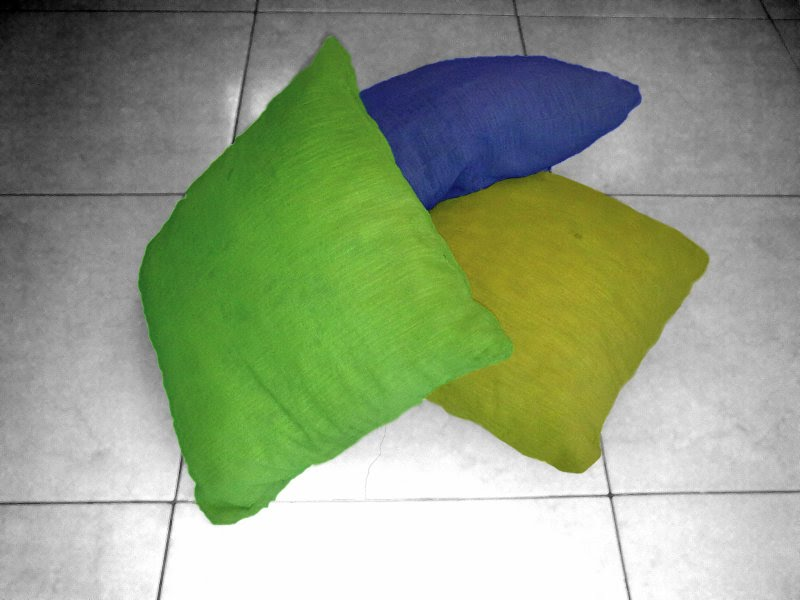
Kussens

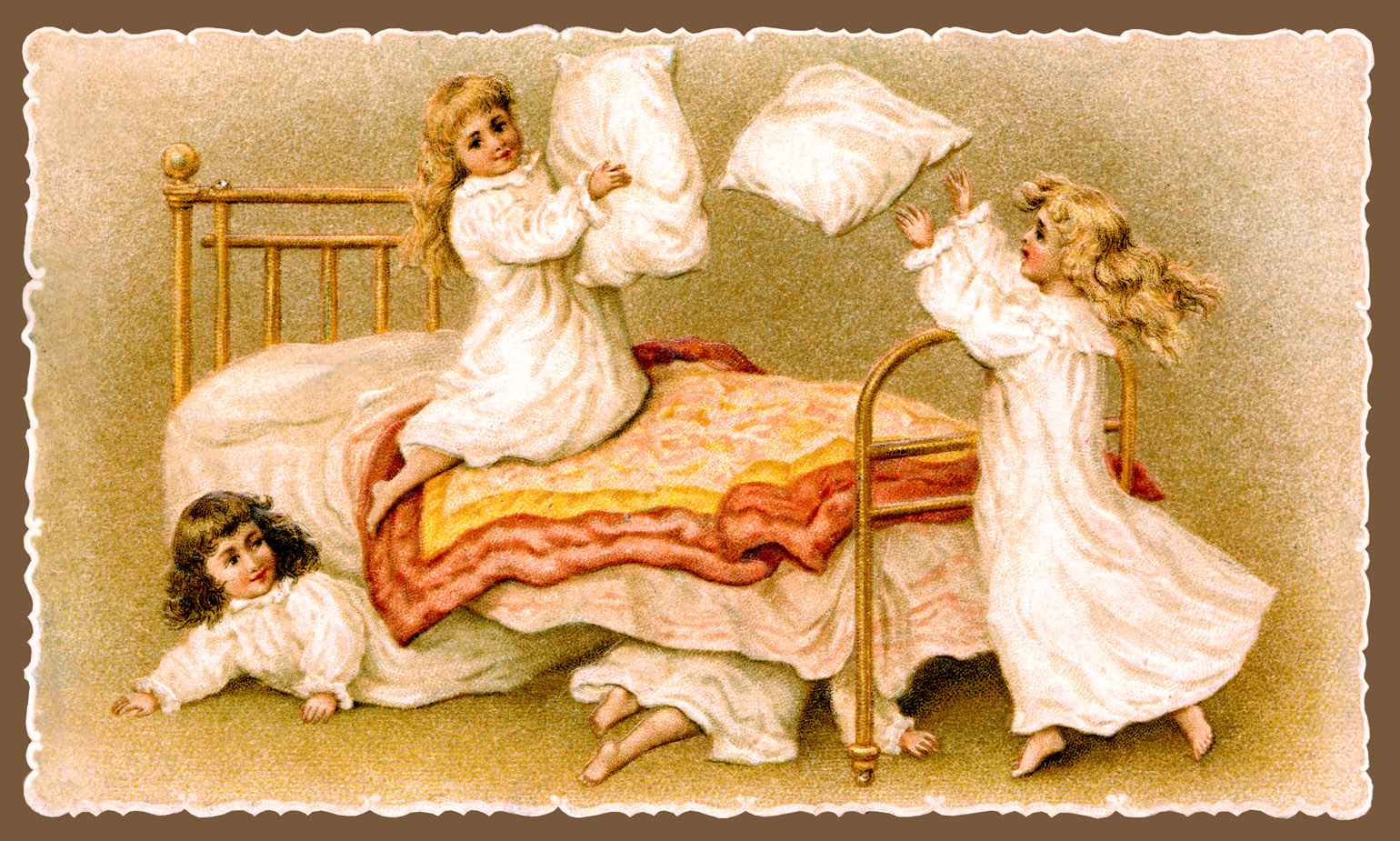
Kussengevecht, Oostenrijkse kaart uit 1901

Een kussen is een meestal vierkante of rechthoekige gevulde zak, die vooral dient om het hoofd, maar ook het hele lichaam of een deel ervan zacht te ondersteunen, in een bed, op een bank, of als hulpmiddel. Een kantkloskussen is een voorbeeld van het laatste.

## Vulling
Een kussen wordt gevuld met synthetisch schuim, kapok, veren, dons of wol. Hier werd oorspronkelijk stro voor gebruikt, maar dat was niet comfortabel en daarom werd dat later nauwelijks nog toegepast. Vroeger kozen vooral rijke mensen voor veren of dons als vulling, later werd hoofdzakelijk kunstmatige vulling toegepast. Wel worden ook kussens verkocht met natuurlijke materialen, zoals bamboe, latex, zijde, boekweitschillen, cellulose van maïs, of kersenpitten. Een kersenpittenkussen kan in de magnetron worden opgewarmd en vervolgens als kruik worden gebruikt.

## Gebruik
Een kussen wordt in bed als ondersteuning voor het hoofd gebruikt en wordt dan ook hoofdkussen genoemd. De zitting en het rugvlak van een bank of leunstoel zijn vaak kussens. Vooral om te zorgen dat een hoofdkussen niet vies wordt, wordt er vaak een kussensloop, een extra hoes, omheen gedaan.

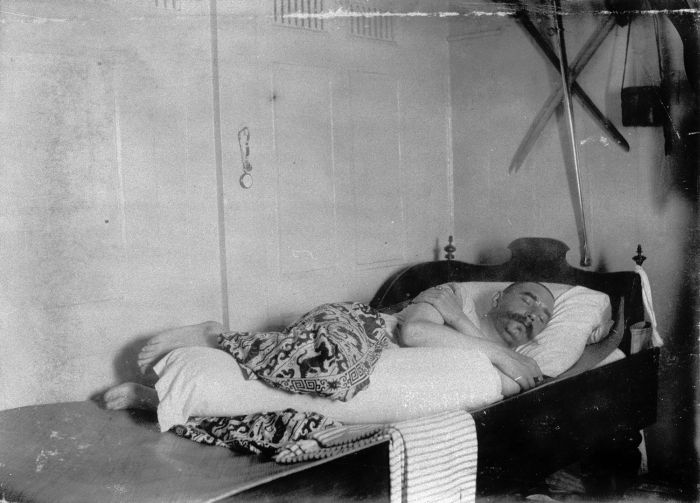
Gebruik van een rolkussen

Een goeling of rolkussen is een rond lang bedkussen dat in Nederlands-Indië werd gebruikt om het slaapcomfort te verhogen. De goeling werd tussen de benen, armen of borst geklemd, wat in het warme klimaat verkoeling gaf en schurend huid-op-huidcontact voorkwam. Dergelijke goelings hadden doorgaans een vulling van geklaarde kapok. Moderne goelings worden vaak om orthopedische redenen gebruikt en hebben een vulling van kunststof of krimpvrij katoen. De goeling wordt in het Engels gekscherend een Dutch wife genoemd. Een Japanse rolkussen heet dakimakura en is vaak van een erotische voorstelling voorzien.
Er zijn decoratieve kussens, die niet voor ondersteuning of comfort zijn bedoeld.
Bij een ceremonie kan een voorwerp op een kussen worden gelegd. Bijvoorbeeld: als er een lint wordt doorgeknipt, wordt de schaar op een kussen gelegd en zo aangeboden aan degene die de ceremonie verricht.
Een kussengevecht is met elkaar stoeien met hoofdkussens.
Het is een populaire bezigheid voor kinderen die bij elkaar logeren.

## Bijgeloof
Volgens het volksgeloof zorgt een zwanenveer die in het hoofdkussen van de echtgenoot wordt genaaid ervoor dat deze zijn echtgenote trouw blijft. Dit is terug te voeren op het feit dat een zwanenpaar hun gehele leven bij elkaar blijft.

## Voetnoten
1. ↑  Van Dale online. kussen.
2. ↑  P Lorie, Volksgeloof, 1992. ISBN 90-389-0072-4.